# American Meteorological Society
De American Meteorological Society (AMS) is het belangrijkste wetenschappelijk genootschap in de Verenigde Staten op het gebied van atmosferische, oceanische en hydrologische wetenschappen. Het heeft als doel de betrokken wetenschappen, technologieën, toepassingen en diensten te bevorderen ten behoeve van de samenleving.
De American Meteorological Society werd op 29 december 1919 opgericht door Charles Franklin Brooks. De vereniging heeft meer dan 13.000 leden: weer-, water- en klimaatwetenschappers, professionals, onderzoekers, docenten, studenten en amateurs.

## Publicaties
AMS publiceert elf peer reviewed wetenschappelijke tijdschriften, naast boeken en monografieën, goed voor meer dan 34.000 pagina's per jaar. De AMS-tijdschriften staan op het gebied van de impactfactor aan de top in hun sector. 
- Bulletin of the American Meteorological Society (BAMS)
- Journal of the Atmospheric Sciences (JAS)
- Journal of Applied Meteorology and Climatology (JAMC)
- Journal of Physical Oceanography (JPO)
- Monthly Weather Review (MWR)
- Journal of Atmospheric and Oceanic Technology (JTECH)
- Weather and Forecasting (WAF)
- Journal of Climate (JCLI)
- Journal of Hydrometeorology (JHM)
- Weather, Climate, and Society (WCAS)
- Earth Interactions (EI) (in samenwerking met AGU & AAG)
- Meteorological Monographs

Daarnaast publiceert AMS de Glossary of Meteorology, en de wetenschappelijke database Meteorological and Geoastrophysical Abstracts.